# Poesiomat (Blatná)
Poesiomat v Blatné v okrese Strakonice se nachází v parku na náměstí J. A. Komenského u školy.

## Historie
Poesiomat byl nainstalován v srpnu 2019. Lze se zaposlouchat do textů dvacítky českých autorů, například Františka Hrubína, Jiřího Koláře, Bohuslava Reynka, Jaroslava Seiferta nebo Jiřího Staňka za dramaturgie Edvarda Oberfalcera a Michala Štěpánka. Za přednesem stojí například český divadelník a vysokoškolský pedagog Miroslav Kovářík, Vladimír Holan či Jan Hartl. Umístění poesiomatu bylo realizováno městem Blatná.